# Aeroportul Mekoryuk
Aeroportul Mekoryuk (IATA: MYU, ICAO: PAMY, FAA LID: MYU) este un aeroport din Alaska, Statele Unite ale Americii ce deservește zona Mekoryuk⁠(d). Aeroportul a fost tranzitat în 2019 de 3.682 de pasageri. A fost numit după zona deservită.
Situat la o altitudine de 15 m, aeroportul dispune de 1 pistă. Este operat de Alaska Department of Transportation & Public Facilities⁠(d).

## Infrastructură

### Piste
Aeroportul dispune de o singură pistă. Pista 05/23 are suprafața de pietriș și dimensiunile 3.001 picioare × 75 picioare. 